# Astronautgrupp 11
NASA:s astronautgrupp 11 sattes samman 4 juni 1985.

## Rymdfararna
| Namn                | Flygning                               | Notering |
| ------------------- | -------------------------------------- | -------- |
| Jerome Apt          | STS-37, STS-47, STS-59, STS-79         |          |
| Michael A. Baker    | STS-43, STS-52, STS-68, STS-81         |          |
| Robert D. Cabana    | STS-41, STS-53, STS-65, STS-88         |          |
| Brian Duffy         | STS-45, STS-57, STS-72, STS-92         |          |
| Charles D. Gemar    | STS-38, STS-48, STS-62                 |          |
| Linda M. Godwin     | STS-37, STS-59, STS-76, STS-108        |          |
| Terence T. Henricks | STS-44, STS-55, STS-70, STS-78         |          |
| Richard J. Hieb     | STS-39, STS-49, STS-65                 |          |
| Tamara E. Jernigan  | STS-40, STS-52, STS-67, STS-80, STS-96 |          |
| Carl J. Meade       | STS-38, STS-50, STS-64                 |          |
| Stephen S. Oswald   | STS-42, STS-56, STS-67                 |          |
| Stephen D. Thorne   |                                        |          |
| Pierre J. Thuot     | STS-36, STS-49, STS-62                 |          |